# 譚士憲
譚士憲（1914年10月15日—1993年1月21日），律師，越南工人領袖，曾擔任越南共和國勞動部長和社會部長。

## 生平
1914年10月15日（一說10月10日:283），譚士憲出生於越南北部南定。:283
1937年譚士憲在河內取得律師執業學位。:283
1953年至1954年，譚士憲在河內上訴法庭擔任律師，同時還擔任河內工會聯合會法律顧問。:2831954年11月8日，出任國防部辦公廳主任。:2831954年12月至1955年7月，擔任反共難民總委員會辦公廳主任。:283譚士憲還是越南基督教工人聯合會職員，負責國際關係事務，在1959年至1964年間擔任聯合會副主席。:2831963年至1964年，譚士憲出任亞洲勞工兄弟會主席。:283
1964年，譚士憲出任越南共和國勞動部長。:2831964年11月至1965年2月，出任越南共和國社會部長。:283
1968年5月，譚士憲再次出任越南共和國勞動部長。:283
1993年1月21日，譚士憲在美國加利福尼亞州洛杉磯去世。

## 榮譽
- 中華民國大綬景星勳章[1]

## 個人生活
譚士憲是佛教徒。根據1974年《越南名人錄》的記載，譚士憲已婚，有五個子女。:283
譚士憲會說英語和法語。